# 트로시우스 아페르
트로시우스 아페르(Trosius Aper)는 고대 로마의 문법학자이며, 투티키우스 프로쿨루스와 함께 로마 황제 마르쿠스 아우렐리우스의 라틴어 교사 중 한 명이었다. 그는 이스트리아의 폴라(Pola, 풀라) 출신으로, 서기 132년 혹은 133년에 아우렐리우스의 가정 교사로 있었다. 가정 교사로서, 아페르는 아우렐리우스가 고전 문헌들을 큰소리로 읽고 암기하게 했으며, 나중에는 제자의 문체에 관하여 평가를 하고, 제자를 위해 문헌에서 철학적 교훈들을 이끌어내기도 했다.
아페르의 동료 교사인 투티키우스 프로쿨루스가 원로원 의원직과 집정관직으로 상당한 보상을 받은 것은 알려져 있으나, 아페르의 생애에 대해선 알려진 것이 거의 없다.